# تشمنلو
تشمنلو هي قرية في مقاطعة ماكو، إيران. يقدر عدد سكانها بـ 15 نسمة بحسب إحصاء 2016.